# Baracidris
Baracidris is een geslacht van mieren uit de onderfamilie van de Myrmicinae (Knoopmieren).

## Soorten
- B. meketra Bolton, 1981
- B. pilosa Fernández, 2003
- B. sitra Bolton, 1981